# Landgericht Traunstein (bayerische Verwaltungseinheit)

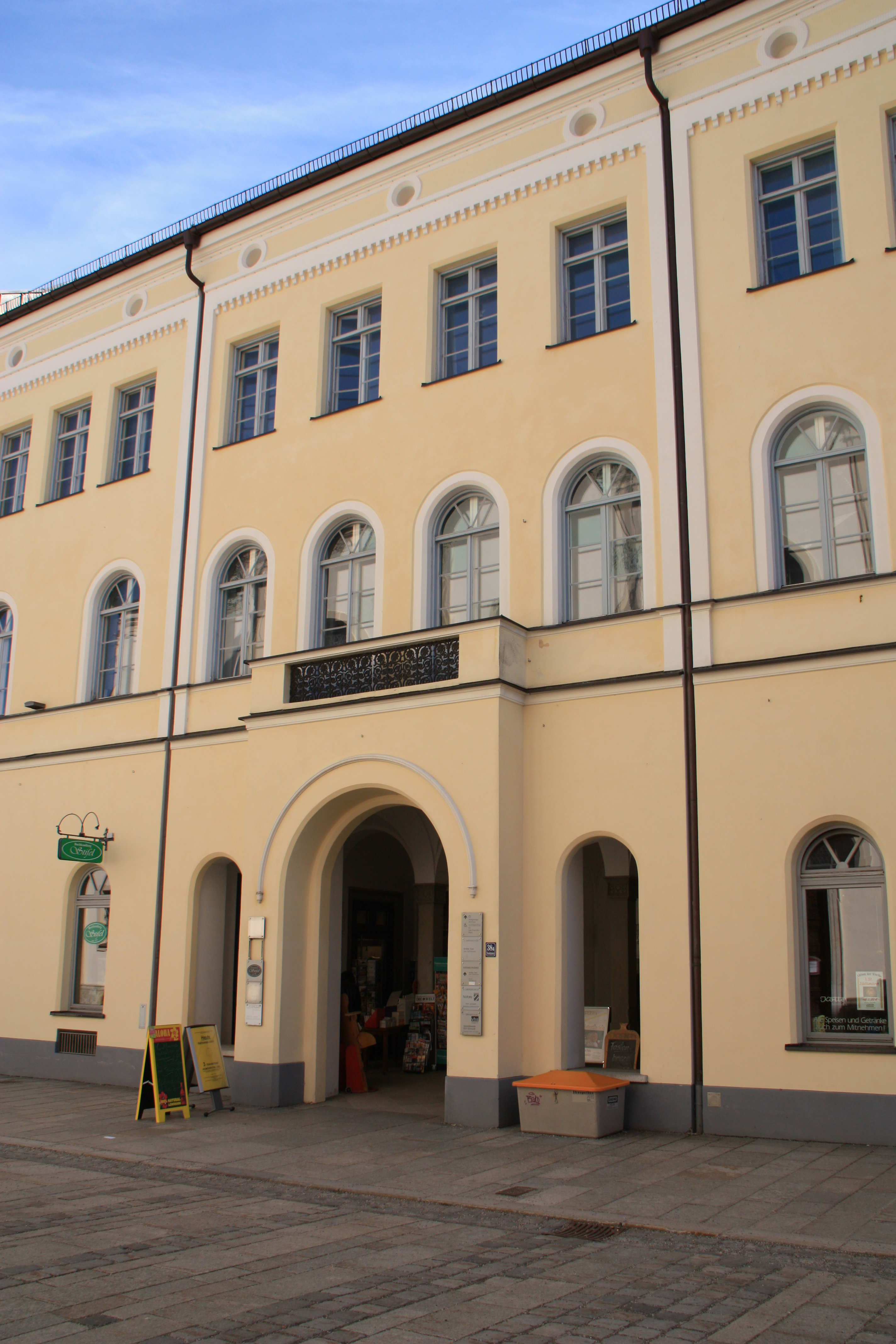
Ehemaliges Landgericht am Stadtplatz 38 a (erbaut 1853/54), heute Teil des Rathauses

Das Landgericht Traunstein war ein von 1803 bis 1879 bestehendes bayerisches Landgericht älterer Ordnung mit Sitz in Traunstein im heutigen Landkreis Traunstein. Die Landgerichte waren im Königreich Bayern Gerichts- und Verwaltungsbehörden, die 1862 in administrativer Hinsicht von den Bezirksämtern und 1879 in juristischer Hinsicht von den Amtsgerichten abgelöst wurden.

## Geschichte
Traunstein war seit den beiden Verträgen von Erharting von 1254 und 1275 Gerichtsort der bayerischen Herzöge. Das Landgericht bestand 1760 aus vier Schergenämtern Miesenbach, Oberchiemgau, Niederchiemgau und Kammer. Diese Ämter waren in 32 Hauptmannschaften untergliedert. 1803 wurde im Verlauf der Verwaltungsneugliederung Bayerns das Landgericht Traunstein (älterer Ordnung) errichtet, eine staatliche Verwaltungseinheit der unteren Ebene, welche Verwaltungsaufgaben ähnlich den heutigen Landkreisen ausübte. Dieses wurde 1808 dem Salzachkreis zugeteilt, dessen Hauptstadt Burghausen war. Im Jahr 1817 kam das Landgericht Traunstein zum Isarkreis. Ab 1862 wurden die administrativen Verwaltungsaufgaben aus den Landgerichten herausgelöst und auf die neu geschaffenen Bezirksämter übertragen. Traunstein und Trostberg wurden hierbei im Bezirksamt Traunstein zusammengefasst. 1879 wurde das damalige Landgericht Traunstein, nun auf seine Gerichtsaufgaben beschränkt, in das Amtsgericht Traunstein umgewandelt. Das ebenfalls 1879 in Ausführung der reichseinheitlichen Gerichtsverfassung von 1877 gebildete Landgericht Traunstein trat dagegen die Nachfolge des bisherigen (seit 1857) Bezirksgerichts Traunstein als Oberinstanz für die ihm zugeordneten Amtsgerichte an.